# モンペリエ・エロー・ラグビー
モンペリエ・エロー・ラグビー（仏: Montpellier Hérault Rugby）は、フランスのエロー県モンペリエに本拠地を置くラグビーユニオンクラブである。フランスラグビー最高峰のトップ14に所属。

## 歴史
- 1986年、2つのクラブが合併する形で創設。
- 2002-03シーズン、プロD2（2部リーグ）で優勝し、トップ16への昇格を果たした。
- 2010-11シーズン、トップ14の決勝に初めて進出したが、スタッド・トゥールーザンに10対15で敗れタイトルを逃した。
- 2015-16シーズン、ヨーロピアンラグビーチャレンジカップにおいて、決勝でハーレクインズ（イングランド）を破り初優勝を果たした。
- 2021-22シーズン、11年ぶりにトップ14の決勝に進出し、カストル・オランピックに29対10で勝利して初優勝[1]。

## タイトル

### 国内タイトル
- フランス選手権（現・トップ14）
  - 優勝 1回（2022）
  - 準優勝 2回（2011, 2018）

- フランス選手権プロD2（2部）
  - 優勝 1回（2003）

### 国際タイトル
- 欧州チャレンジカップ
  - 優勝 2回（2016, 2021）

## スコッド
2024-25シーズンのスコッド（2024年10月現在）
| フッカー - ヴァノ・カルカゼ - クリストファー・タロフュア - ジョーダン・ウエレセ プロップ - ニカ・アブラゼ - バティスト・エルドシオ(Baptiste Erdocio) - エンゾ・フォーレッタ - モハメド・ヒューカス - ウィルフリッド・ホーンクパティン - ルカ・ジャパリゼ ロック - バスティアン・シャルロー - タイラー・デグッド - ニコ・ヤンセ・ファン・レンスブルフ - フロリアン・ヴェラーゲ - ポール・ヴィレムサ | フランカー/No.8 - アレクサンドレ・ベコグネ - ヤクーバ・カマラ - ニコラス・マーティンズ - レンニ・ノウチ - サム・シモンズ - マルコ・タウレイグネ - ビリー・ヴニポラ スクラムハーフ - アレクシス・ベルナデット - Léo Coly - コーバス・ライナー フライハーフ - Domingo Miotti - トーマス・ヴィンセント - ルカ・マトカヴァ | センター - オーギュスト・カドット(Auguste Cadot) - トーマス・ダルモン - クリスタ・パウエル(Christa Powell) - ジャン・サーフォンテイン - ヤイヴァン・レイルハック - アーサー・ヴィンセント ウイング - ジョージ・ブリッジ - ピエーレ・ルーカス(Pierre Lucas) - ガブリエル・ヌガンデベ - マドッシュ・タムベウェ - マエル・モウスティン(Maël Moustin) フルバック - アンソニー・ブティエ - スチュアート・ホッグ - ジョシュ・ムールディ - ジュリアン・ティスロン(Julien Tisseron) |
| | | |
| は共同キャプテン。 | | |

## 歴代所属選手
- グレガー・タウンセンド - スコットランド代表
- コンラッド・マライス - ナミビア代表
- ギヨーム・ピロン - ベルギー代表
- レネ・レンジャー - ニュージーランド代表
- フアン・フィガロ - アルゼンチン代表
- シャルヴァ・マムカシヴィリ - ジョージア代表
- ルーカス・ゴンサレス＝アモロシーノ - アルゼンチン代表
- ニコラ・マス - フランス代表
- ジョー・トゥイネアウ - トンガ代表
- ラシャ・ロミゼ - ジョージア代表
- サミソニ・ヴィリヴィリ - フィジー代表
- シタレキ・ティマニ - オーストラリア代表
- アガスティン・クレーヴィ - アルゼンチン代表
- ダビド・クブリアシビリ - ジョージア代表
- ジョー・トマニ - オーストラリア代表
- アカプシ・ンゲラ - フィジー代表
- ドゥーハン・ファン・デル・メルヴァ - スコットランド代表
- ヤニー・デュプレッシー - 南アフリカ代表
- サキウサ・マタンディンゴ - フィジー代表
- ルアン・ピナール - 南アフリカ代表
- ピエール・スピース - 南アフリカ代表
- ニック・ホワイト - オーストラリア代表
- アレクサンドル・デュムラン - フランス代表
- コンスタンティネ・ミカウタゼ - ジョージア代表
- ジュリアン・バーディ - ポルトガル代表
- ルーカス・デ・コニック - ベルギー代表
- フランソワ・ステイン - 南アフリカ代表
- ネマニ・ナドロ - フィジー代表
- ティモジ・ナグサ - フィジー代表
- レヴァン・チラチャヴァ - ジョージア代表
- ルイ・ピカモール - フランス代表
- ビスマルク・デュプレッシー - 南アフリカ代表
- ギエム・ギラド - フランス代表
- マルコ・マンフレディ - イタリア代表
- ミヘイル・ナリアシヴィリ - ジョージア代表
- フュルジャンス・ウエドゥラオゴ - フランス代表
- ハンドレ・ポラード - 南アフリカ代表
- ヴァンサン・ラッテ - フランス代表
- ティティ・ラモシテレ - サモア代表
- ゲラ・アプラシゼ - ジョージア代表
- マスヴェシ・ダクワカ - フィジー代表
- パオロ・ガルビシ - イタリア代表
- ハリー・ウィリアムズ - イングランド代表
- ベン・ラム - サモア代表
- ヘンリー・トーマス - ウェールズ代表
- カール・タアイナカアフェ - ニュージーランド代表